# Athyrium rhachidosorum
Athyrium rhachidosorum là một loài thực vật có mạch trong họ Woodsiaceae. Loài này được (Hand.-Mazz.) Ching miêu tả khoa học đầu tiên năm 1934.